# Brad Holland
Pour les articles homonymes, voir Holland.
John Bradley « Brad » Holland, né le 6 décembre 1956 à Billings, dans le Montana, est un joueur et entraîneur américain de basket-ball. Il évolue durant sa carrière au poste d'arrière.

## Palmarès
- Champion NBA 1980